# ۱۰ اوت
۱۰ اوت دویست و بیست و دومین (در سال‌های کبیسه دویست و بیست و سومین) روز سال در گاه‌شماری میلادی است. ۱۴۳ روز تا پایان سال باقی٬است.

## رویدادها
- ۱۷۹۲ - انقلاب فرانسه: رعیای خشمگین با حمله به کاخ تویلری در پاریس لوئی شانزدهم، پادشاه این کشور را دستگیر و محافظان سوئیسی او را قتل‌عام کردند.
- ۱۷۹۳ - موزه لوور افتتاح شد.
- ۱۸۱۹ - استقلال کلمبیا از اسپانیا
- ۱۹۴۲ - جنگ دوم جهانی: نیروهای آلمانی در جریان مورد آبی، شهر مایکوپ در شمال قفقاز را تصرف کردند.
- ۱۹۴۵ - جنگ دوم جهانی: امپراتوری ژاپن پس از متحمل شدن دو حمله اتمی، پیشنهاد کرد بدون خدشه به مقام امپراتور تسلیم متفقین شود.
- ۲۰۰۳ - با ثبت دمای ۳۸٫۵ درجه سلسیوس در منطقه کنت در جنوب شرقی انگلستان رکورد درجه حرارت در بریتانیا شکسته شد.

## زادروزها
- ۱۹۰۹ - لئو فندر، مخترع سازهای توپر و بنیان‌گذار شرکت لوازم موسیقی فندر

## درگذشت‌ها
- ۳۰ (پیش از میلاد) - کلئوپاترا، ملکه مصر
- ۲۰۲۵ - انس الشریف، خبرنگار فلسطینی.[۱]

## مناسبت‌ها
- روز ملی ذر کشور اکوادور
- روز نیروی هوایی در کشور آرژانتین